# Kommission für Musikforschung
Die Abteilung Musikwissenschaft des Instituts für kunst- und musikhistorische Forschungen der Österreichischen Akademie der Wissenschaften ist eine außeruniversitäre Forschungsstelle für Musikwissenschaft in Wien und besteht seit 1944. Ihr Forschungsgegenstand ist die österreichische Musikgeschichte.

## Laufende Projekte
- Musik – Identität – Raum
- Oesterreichisches Musiklexikon Online
- Wiener Arbeitsstelle der Neuen Schubert-Ausgabe – Walburga Litschauer
- Arbeitsstelle Anton Bruckner – Renate Grasberger, Elisabeth Maier, Erich Wolfgang Partsch
- Arbeitsstelle Johann-Joseph-Fux-Gesamtausgabe
- Wiener Arbeitsstelle der Anton-Webern-Gesamtausgabe
- DEMOS
- Musikalische Quellen (9.–15. Jahrhundert) in der ÖNB
- Studien zur Musikgeschichte Österreichs und Zentraleuropas

## Liste der Obmänner (seit 2013 Abteilungsleiter)
- 1944–1945: Dietrich von Kralik-Meyerswalden
- 1946–1974: Erich Schenk
- 1974–1981: Franz Grasberger
- 1982–1998: Othmar Wessely
- 1998: Franz Födermayr
- 1999–2006: Rudolf Flotzinger
- 2006–2012: Gernot Gruber
- seit 2013: Barbara Boisits